# Charlotte Emilie Anna Veit
Charlotte Emilie Marie Anna Veit, verheiratete von Rathlef (geboren am 17. Juli 1882 in Berlin; gestorben 1945) war eine deutsche Buchillustratorin und Keramikerin.

## Leben und Werk
Charlotte Veit war die älteste Tochter von Maria Veit, geb. Keller und des Mediziners und Professors Johann Veit.
Nachdem sie bei Else Oppler-Legband gearbeitet hatte, wandte sich Veits Vater 1909 mit folgenden Zeilen an Henry van de Velde: „Sie [Charlotte] hat den lebhaften Wunsch weiter sich zu fördern und dachte eventuell daran Ihre Schülerin zu werden.“ Er bat allerdings zunächst um Einsicht und Beurteilung der Arbeiten seiner Tochter, um „die Aussichten für eine erfolgreiche Thätigkeit“ zu versichern. Er schrieb weiter:
„Bei dem modernen Wunsch der Unverheiratheten, sich einen Beruf zu wählen, ist solch Streben ja an sich erklärlich; ein gewisses Zögern meinerseits ist aber dadurch verständlich, dass ich das Nervenaufregende eines Berufes und besonders eines künstlerischen fürchte und nur dann zustimmen möchte, wenn Sie nach Einsicht der Arbeiten meiner Tochter die Aussichten für eine erfolgreiche Thätigkeit günstig stellen. (…) Sie begreifen, dass die Entscheidung solcher Frage für mich schwierig ist, weil eine Nothwendigkeit zur Wahl eines Berufes nicht vorliegt und nur gewisse Lebensschicksale den Wunsch nach ernster Bethätigung des Talentes meiner Tochter gefestigt haben.“
Charlotte Veit besuchte von 1909 bis 1915 die Weimarer Kunstgewerbeschule. Ihre Leidenschaft galt vorrangig der Buchillustration und Schriftgestaltung. Sie entwarf Bucheinbände, Vorsatzpapiere, Titelblätter und Illustrationen. Zusammen mit ihrer Kollegin Agnes Peters erhielt sie 1911 ein Belobigungsdiplom im Ornamentzeichnen und 1912 ein Belobigungsdiplom für die Gesamtleistungen.
Sie wurde mehrfach für ihre Buchillustrationen ausgezeichnet, etwa 1912 mit einem zweiten Preis für künstlerische Entwürfe für Drucksachen für die Jenaer Studentenschaft. 1912 und 1913 belegte sie den von Anna Simons unterrichteten Schriftkurs. Charlotte Veit gehörte zur Kunstgewerblichen Gruppe Weimarbund und war Mitglied im Deutschen Werkbund. Sie war auch als Keramikerin tätig und nahm 1914 mit keramischen Arbeiten und Zeichnungen im „Haus der Frau“ an der Kölner Werkbundausstellung teil.
Im selben Jahr erschien im Insel Verlag das von ihr gestaltete Buch Die Geschichte von Kagsagsuk. Es folgten u. a. Buchgestaltungen für Die Aufzeichnungen des Malte Laurid oder Die Heilige von Rainer Maria Rilke, dessen Vorlesung sie 1910 in Jena gehört hatte. Vermutlich nahm sie auch an der Weltausstellung für Buchgewerbe und Graphik 1914 in Leipzig teil. Mit Schließung der Kunstgewerbeschule überließ Charlotte Veit, die u. a. mit Elisabeth Förster-Nietzsche bekannt war, dem Großherzoglichen Museum für Kunst und Kunstgewerbe 1915 eine Schriftzeichnung im Wert von 200 Mark. 1915 stellte sie in Leipzig mit anderen Weimarer Kunstgewerblern Keramiken und handgeschriebene Bücher mit Illustrationen aus. Das Leipziger Tagblatt schreibt in diesem Zusammenhang, ihre Kunst habe „in ihrer Herbheit und Intellektualität des Empfindens etwas durchaus Männliches.“
Sowohl ihre Buchillustrationen als auch ihre Keramiken weisen figürliche Elemente auf und sind fernöstlich geprägt. Die sphärischen Frauengestalten ihrer Keramiken erinnern an prähistorische Höhlenmalerei. Stilistisch sind ihre Arbeiten jenen von Agnes Peters verwandt. Es haben sich nur wenige Keramiken erhalten, u. a. in Privatbesitz und im Kunstmuseum Moritzburg.
Seit 1912 stellte Veit ihre grafischen Arbeiten mehrfach in Halle aus. 1916 zeigte sie bei einer Ausstellung des oberhessischen Kunstvereins in Gießen als Teil der „Kunstgewerbegruppe Weimar-Bund“ Bücher, deren Schriftbilder Lob erhielten. Ihre Tusche- und Federzeichnungen brachten Zeitungskritiker häufig mit Aubrey Beardsley in Verbindung. Im selben Jahr wird dieser Einfluss des englischen Künstlers von einer anderen Zeitung im Zuge einer Ausstellung ihrer Buchillustrationen in Leipzig kritisiert, während erneut das Zusammenwirken von Schrift und Zeichnung gelobt wurde. 1919 folgte die Beteiligung an der Hallischen Kunstausstellung.
Charlotte Veit heiratete 1922 in Halle den deutsch-baltischen Agronomen und Saatgutforscher Harald Woldemar Carlos von Rathlef. Er hatte sich ein Jahr zuvor von der Bildhauerin Harriet Ellen Siderovna von Rathlef-Keilmann scheiden lassen. Von Rathlef war von 1934 bis 1942 Leiter der Zentralstelle für Rosenforschung in Sangerhausen und veröffentlichte u. a. Die Rose als Objekt der Züchtung. Er widmete seiner Frau Charlotte die rosa-blühende Kletterrose „Charlotte von Rathlef“.